# Peter Hinnen
Peter Hinnen (Zürich, 19 september 1941) is een Zwitserse schlagerzanger.

## Carrière
In de jaren 1950 startte de jodelaar Peterli Hinnen zijn carrière in het Züricher restaurant Kindli, waar zijn talenten door de broers en zus Schmid werden ontdekt. Zo leerde hij componist Artur Beul kennen, die het nummer Goal voor hem schreef. Platenlabel Polydor bood hem daarop een contract aan. Hij trad ook op in schlagerfilms met o.a. Cornelia Froboess met het nummer Ro-Ro-Ro-Ro-Robinson (1954) en Tanze mit mir in den Morgen (1962). In de jaren 1960 verwisselde hij Polydor voor Ariola en zong hij succesvolle cowboyliedjes in cowboykostuum, die hij begeleidde met jodelen en zijn westerngitaar. Hij trad ook op in de Verenigde Staten en Japan. In mei 1966 toerde hij door Tsjecho-Slowakije met de Swiss Folklore Show, waarbij hij werd begeleid door de Sauterelles.

## Wereldrecord
In 1992 werd hij geregistreerd in het Guinness Book of Records, voor het  opstellen van het wereldrecord sneljodelen, door in een enkele seconde 22 jodeltonen te produceren. 

## Privéleven
In het midden van de jaren 1980 trok hij zich terug uit de muziek-business en ging hij wonen op een boerderij bij het Zwitserse Wattenwil. Hij was tweemaal getrouwd. Ook was hij leider van een hersteloord en werkte hij als verpleger. Af en toe treedt hij nog op bij volksmuziek-uitzendingen op de Duitse en Zwitserse radio. In 1966 componeerde hij zelf de Ku-Ku-Jodel.

## Discografie
- 1956: Mamma di Mandolin (met Peter Alexander)
- 1962: Auf meiner Ranch bin ich König
- 1963: Siebentausend Rinder
- 1964: Dann nehm’ ich nein Lasso in die rechte Hand
- 1964: Die Rose von Mexico
- 1965: Eine Rose blüht in Colorado
- 1965: In Alabama steht ein Haus

- 1966: Ich bin der König der Blauen Berge

## Filmografie
- 1954: Große Star-Parade
- 1955: Wie werde ich Filmstar?
- 1956: Musikparade
- 1962: Tanze mit mir in den Morgen
- 1963: Sing, aber spiel nicht mit mir
- 1963: Im singenden Rößl am Königssee
- 1966: Der nächste Urlaub kommt bestimmt (TV)
- 1966: Das Spukschloß im Salzkammergut

- Gemeinsame Normdatei: 134406680
- International Standard Name Identifier: 0000 0000 5809 547X
- MusicBrainz: fe1c1a1c-a073-4603-a660-008f1c7b6429
- Virtual International Authority File: 79609995
- WorldCat: E39PBJrWF9dQBJdgpBG6ffxbh3